# Chicago Med
Chicago Med è una serie televisiva statunitense, trasmessa dal 17 novembre 2015 sulla NBC, creata da Dick Wolf e Matt Olmstead. La serie è lo spin-off della serie televisiva Chicago Fire, sempre di Dick Wolf, e fa parte integrante del media franchise One Chicago.

## Trama
La serie racconta le vicende dello staff dei medici e degli infermieri di un importante ospedale di Chicago, il Gaffney Chicago Medical Center.

## Episodi
| Stagione         | Episodi | Prima TV USA | Prima TV Italia |
| ---------------- | ------- | ------------ | --------------- |
| Prima stagione   | 18      | 2015-2016    | 2016            |
| Seconda stagione | 23      | 2016-2017    | 2017            |
| Terza stagione   | 20      | 2017-2018    | 2018            |
| Quarta stagione  | 22      | 2018-2019    | 2019            |
| Quinta stagione  | 20      | 2019-2020    | 2020            |
| Sesta stagione   | 16      | 2020-2021    | 2021            |
| Settima stagione | 22      | 2021-2022    | 2021-2022       |
| Ottava stagione  | 22      | 2022-2023    | 2022-2023       |
| Nona stagione    | 13      | 2024         | 2024            |
| Decima stagione  | 22      | 2024-2025    | 2024-2025       |

## Personaggi e interpreti

### Personaggi principali
- William Halstead (stagioni 1-8), interpretato da Nick Gehlfuss, doppiato da Francesco Pezzulli.
Chirurgo e specializzando in medicina d'emergenza di Chicago, è il fratello del detective Jay Halstead di Chicago P.D. molto simpatico e spesso fa scelte discutibili che diverse volte lo mettono a rischio di essere licenziato. Ha avuto un'importante relazione con Natalie, che purtroppo ha avuto fine a causa di alcuni criminali che lo presero in ostaggio il giorno del loro matrimonio. Questi criminali erano suoi amici di infanzia, i quali gli hanno chiesto di seguire le cure di loro padre malato, al di fuori dell'ospedale. Tuttavia questo rapporto viene scoperto da Jay, fratello di Will, il quale l'ha convinto a collaborare con l'FBI per fare arrestare i gangster. Will verrà liberato dal rapimento dagli agenti federali, che lo inseriranno nel programma protezione per qualche mese. Una volta tornato a Chicago comprerà una pistola per difendersi, la cui presenza sancirà la fine della relazione con Nathalie. Si dimette dal Chicago Med alla fine dell'ottava stagione dopo aver sabotato l'OR 2.0 di Jack Dayton per evidenziarne i difetti e il malfunzionamento. Torna a Seattle da Natalie Manning e dal figlio Owen.
- April Sexton (stagioni 1-6, ricorrente stagione 8), interpretata da Yaya DaCosta, doppiata da Benedetta Degli Innocenti.
È un'infermiera del Chicago Med molto dedita al suo mestiere. È in buoni rapporti con tutti. Nella prima stagione avrà una relazione con il padre di un bambino che è in cura all'ospedale, lui le farà anche la proposta e lei accetterà, però poi quando tenteranno di avere un bambino e April scoprirà di non poterne avere lei deciderà di lasciarlo. Durante la seconda stagione lei e Ethan cominceranno una relazione, ma terminerà nella 6 stagione, quando Ethan la lascia dopo che lei lo ha tradito con Crockett e lui se ne andrà anche via di casa. Nella settima stagione se ne va, però tornerà nell'ottava, ma non come infermiera. Sarà proprio in questa stagione che lei e Ethan si riavvicineranno e alla fine della stagione si sposeranno, dopodiché decideranno di lasciare entrambi il Chicago Med per aprire una loro clinica sempre a Chicago
- Natalie Manning (stagioni 1-7, guest stagione 8), interpretata da Torrey DeVitto, doppiata da Ilaria Latini.
Pediatra e medico di medicina di emergenza del Chicago Med, ha un figlio che nasce all'inizio della prima stagione, il marito purtroppo muore in guerra. Intratterrà nel corso della terza stagione una relazione con il collega Will Halstead, al termine della stessa stagione Will le chiederà di sposarsi. All'inizio della quarta stagione, il giorno delle nozze, Will verrà rapito da un gang di criminali, suoi vecchi amici d'infanzia, coi quali era entrato in contatto perché gli avevano chiesto di curare il padre al di fuori dell'ospedale. Tuttavia questo rapporto viene scoperto da Jay, fratello di Will, il quale l'ha convinto a collaborare con l'FBI per arrestare i gangster. Will verrà liberato dal rapimento dagli agenti federali, i quali lo inseriranno nel programma protezione per qualche mese. Al suo ritorno Nathalie decide di tornare insieme, tuttavia Will è ancora vittima del trauma subito, e decide così di comprare un'arma, la cui presenza sarà l'espediente che farà terminare la relazione con Nathalie. Abbandona il Chicago Med, dopo essere stata licenziata da Sharon Goodwin, trasferendosi, con suo figlio, a Seattle.
- Sarah Reese (stagioni 1-3, guest stagione 4,guest stagione 10) interpretata da Rachel DiPillo, doppiata da Ughetta d'Onorascenzo. È una studentessa che dopo qualche alto e basso, sceglie come specializzazione patologia, successivamente la rifiuta capendo di voler fare medicina d'emergenza, per questo si trova senza lavoro. Il dott. Charles le propone il tirocinio in psichiatria, successivamente diventa un'ottima psichiatra. Verso la fine della terza stagione il dott. Charles scopre che il padre della ragazza è un serial killer, per questo lei si trasferisce. Riappare durante la decima stagione, dove ricuce dopo un'iniziale litigio, il suo rapporto col dott.Charles.
- Connor Rhodes (stagioni 1-5), interpretato da Colin Donnell, doppiato da David Chevalier.
Chirurgo molto apprezzato di Chicago, specializzato in traumatologia e successivamente anche in chirurgia cardiotoracica. Ha un carattere particolarmente egoriferito. ma nonostante ciò va abbastanza d'accordo con i suoi colleghi. Lo vediamo intraprendere diverse relazioni, in particolare con Robin Charles e Ava Bekker, la quale nella quarta stagione svilupperà quasi un'ossessione per lui. Esce di scena trasferendosi in un'altra città dopo la morte del padre causata dalla stessa Bekker.
- Ethan Choi (stagioni 1-8), interpretato da Brian Tee, doppiato da Emiliano Coltorti.
Ex componente della marina militare, ora della riserva. È specializzando in medicina d'emergenza, ha un carattere molto sensibile e deciso. Nella seconda stagione comincerà una relazione con April che si interromperà nella sesta stagione, perché Ethan la lascia, dopo aver scoperto proprio da lei, che lo ha tradito con il suo collega e amico Marcel Crockett (che lui tenterà di picchiare, senza sapere che in realtà è stata April a baciarlo e non il contrario). Alla fine della sesta stagione gli spareranno e proprio per questo dovrà fare fisioterapia per recuperare dall'incidente, comparendo quindi poco durante la settima stagione. Nell'ottava stagione incontrerà di nuovo April e i due faranno pace, si rimetteranno insieme e decideranno di sposarsi, facendolo dunque verso metà stagione per poi lasciare definitivamente il Chicago Med per aprire insieme sempre a Chicago una loro clinica
- Sharon Goodwin (stagione 1-in corso), interpretata da S. Epatha Merkerson, doppiata da Anna Rita Pasanisi.
È la direttrice sanitaria del Chicago Med. Divorzierà dal marito in seguito al suo abbandono per poi riprendere i rapporti. Molto amica del dott. Charles e Maggie.
- Daniel Charles (stagione 1-in corso), interpretato da Oliver Platt, doppiato da Stefano De Sando.
Primario del reparto di psichiatria che si è laureato all'Università della Pennsylvania. È molto e calmo, ma anche brillante e dotato di inventiva e creatività. All'inizio della terza stagione vedremo le sue difficoltà a riprendersi da un colpo di pistola ricevuto da un su ex paziente, il quale verrà condannato. Dopo che Sarah è rimasta senza lavoro, le offrirà un tirocinio in psichiatria, stringendo con lei un bel rapporto. Al termine della terza stagione avrà dei conflitti con Sarah, in quanto arriverà a scoprire che suo padre è un serial killer, tenendoglielo nascosto, per questo il rapporto dei due si incrinerà inevitabilmente.
- Maggie Lockwood (stagione 1-in corso), interpretata da Marlyne Barrett, doppiata da Alessandra Cassioli.
Infermiera caporeparto del pronto soccorso del Chicago Med. Grande amica di tutti, è molto sorridente e simpatica.
- Ava Bekker (stagioni 3-5, ricorrente stagione 2), interpretata da Norma Kuhling, doppiata da Paola Majano.
Chirurgo cardio-toracico, ha un carattere molto particolare, all'inizio sta antipatica a Connor ma successivamente, dopo una relazione, rimangono amici per poi finire a evitarsi. Si suicida davanti agli occhi di Connor, dopo aver ammesso di aver ucciso il padre di quest'ultimo.
- Crockett Marcel (stagioni 5-9[1]), interpretato da Dominic Rains, doppiato da Maurizio Merluzzo.
È il chirurgo che arriva in sostituzione di Ava Bekker e Connor Rhodes nella quinta stagione. È un personaggio molto particolare: aiuta tutti, si innervosisce facilmente, gli piace essere adulato e ama prendersi il merito di ogni cosa, ma nonostante ciò è molto simpatico. Ha intrapreso una relazione con Natalie, e inizialmente non sta particolarmente simpatico ai suoi colleghi. April tradirà Ethan proprio con lui
- Dean Archer (stagione 7-in corso, ricorrente stagione 6), interpretato da Steven Weber, doppiato da Francesco Prando.
Specializzato in medicina d'emergenza e chirurgia generale, viene assunto da Ethan nel mezzo della sesta stagione. Ex capo di Ethan Choi ai tempi di lui in Marina. È, all'apparenza, una persona arrogante e insensibile. Viene licenziato nella nona stagione
- Dylan Scott (stagioni 7-8), interpretato da Guy Lockard, doppiato da Paolo Vivio.
È un ex poliziotto che ha deciso di lasciare la divisa e di indossare il camice.
- Stevie Hammer (stagione 7), interpretata da Kristen Hager, doppiata da Barbara De Bortoli.
È una ex compagna di corso di Will. Si prende cura di sua madre, un'anziana donna che vive in un van.
- Hannah Asher (stagione 7-in corso, ricorrente stagioni 5-6), interpretata da Jessy Schram, doppiata da Valentina De Marchi.
Medico brillante, specializzata in ginecologia. Di ritorno da Los Angeles, dove è stata alle prese con problemi di dipendenza prima di diventare sobria.
- Mitchell Ripley (stagione 9-in corso), interpretato da Luke Mitchell, doppiato da Marco Vivio.
Nuovo medico del reparto emergenze, venuto a sostituire il dr. Halstead. Ha un passato da paziente affetto da disturbi comportamentali, durante il quale è stato seguito anche dal Dr. Charles.

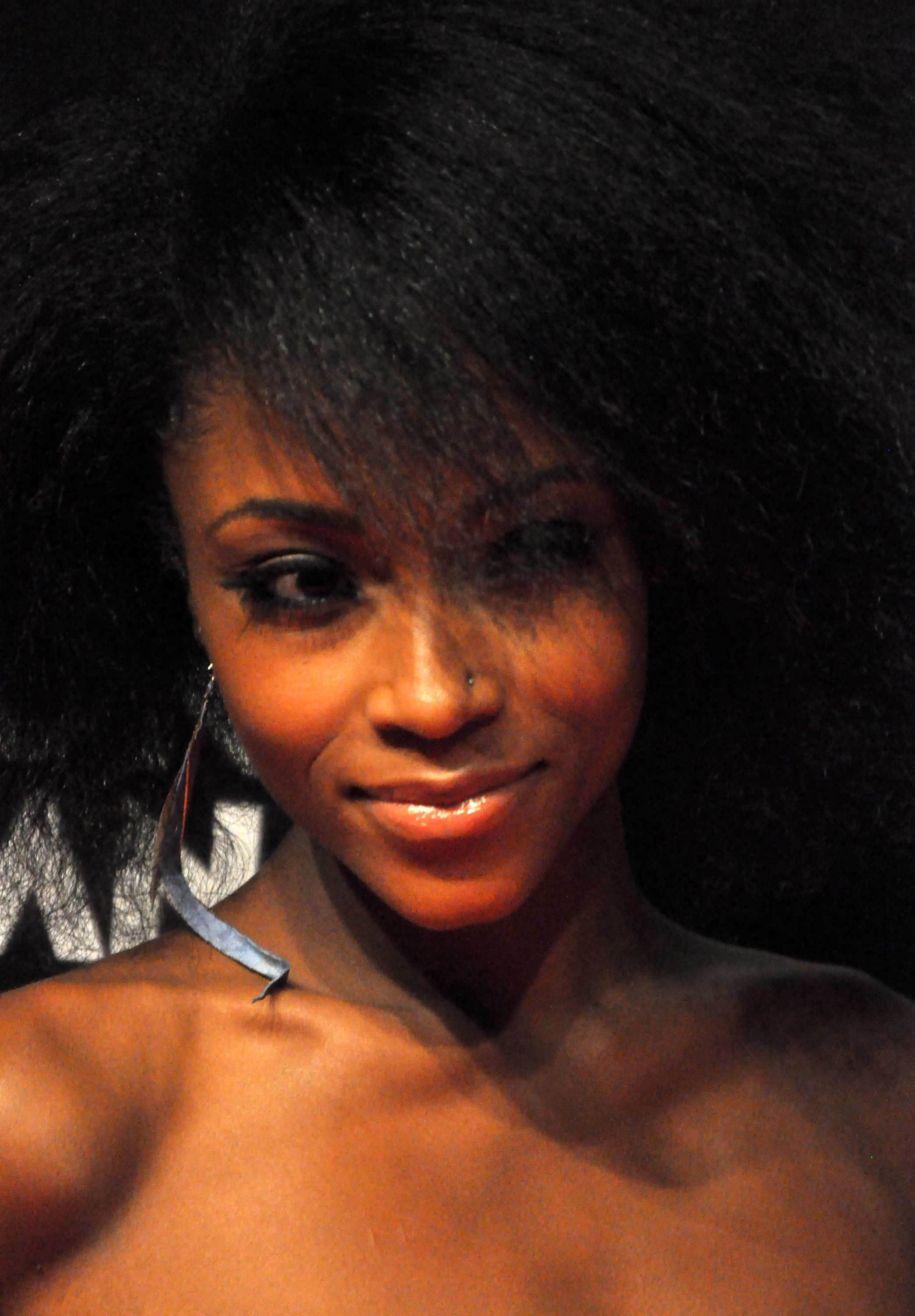
Yaya DaCosta interpreta April Sexton
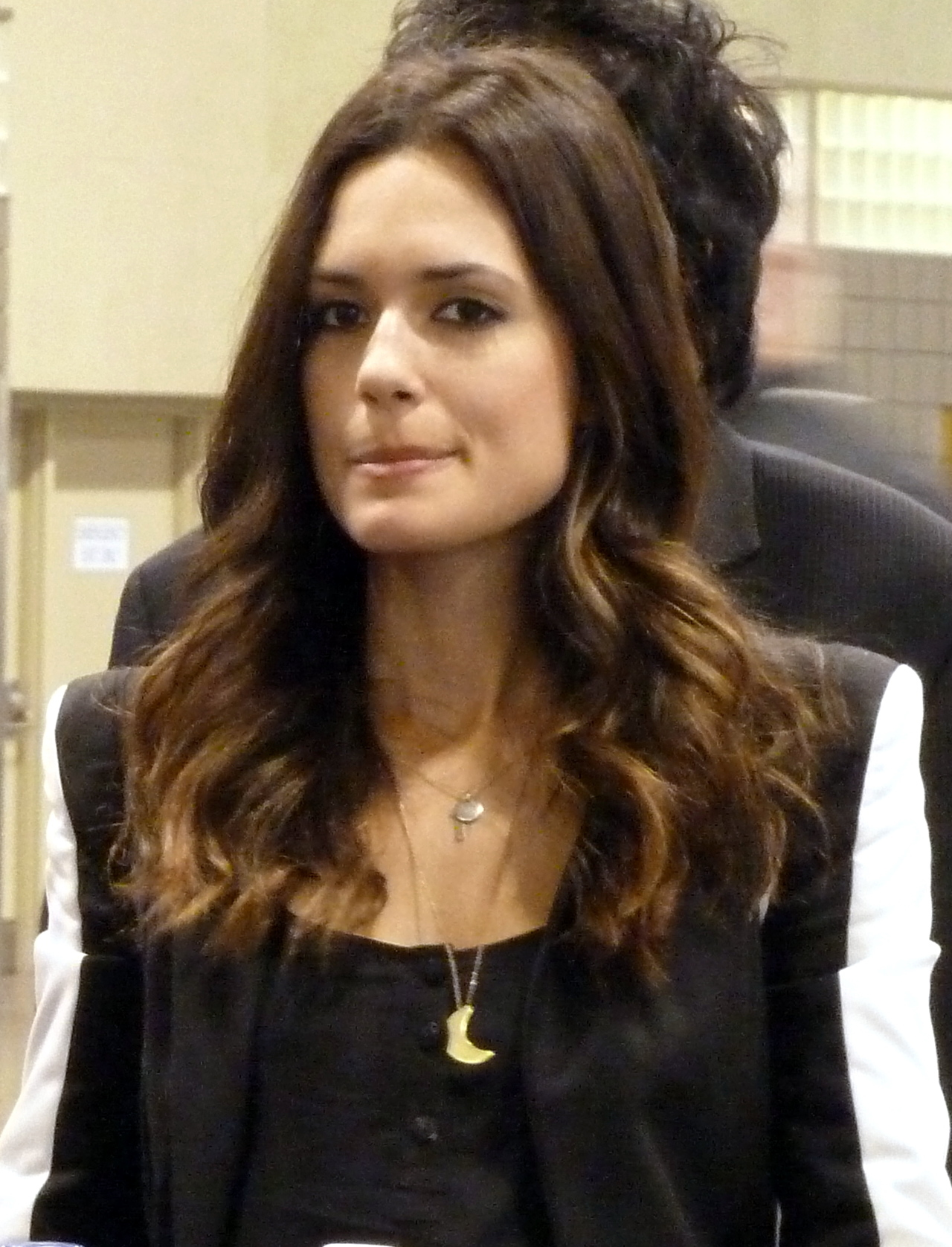
Torrey DeVitto interpreta Natalie Manning
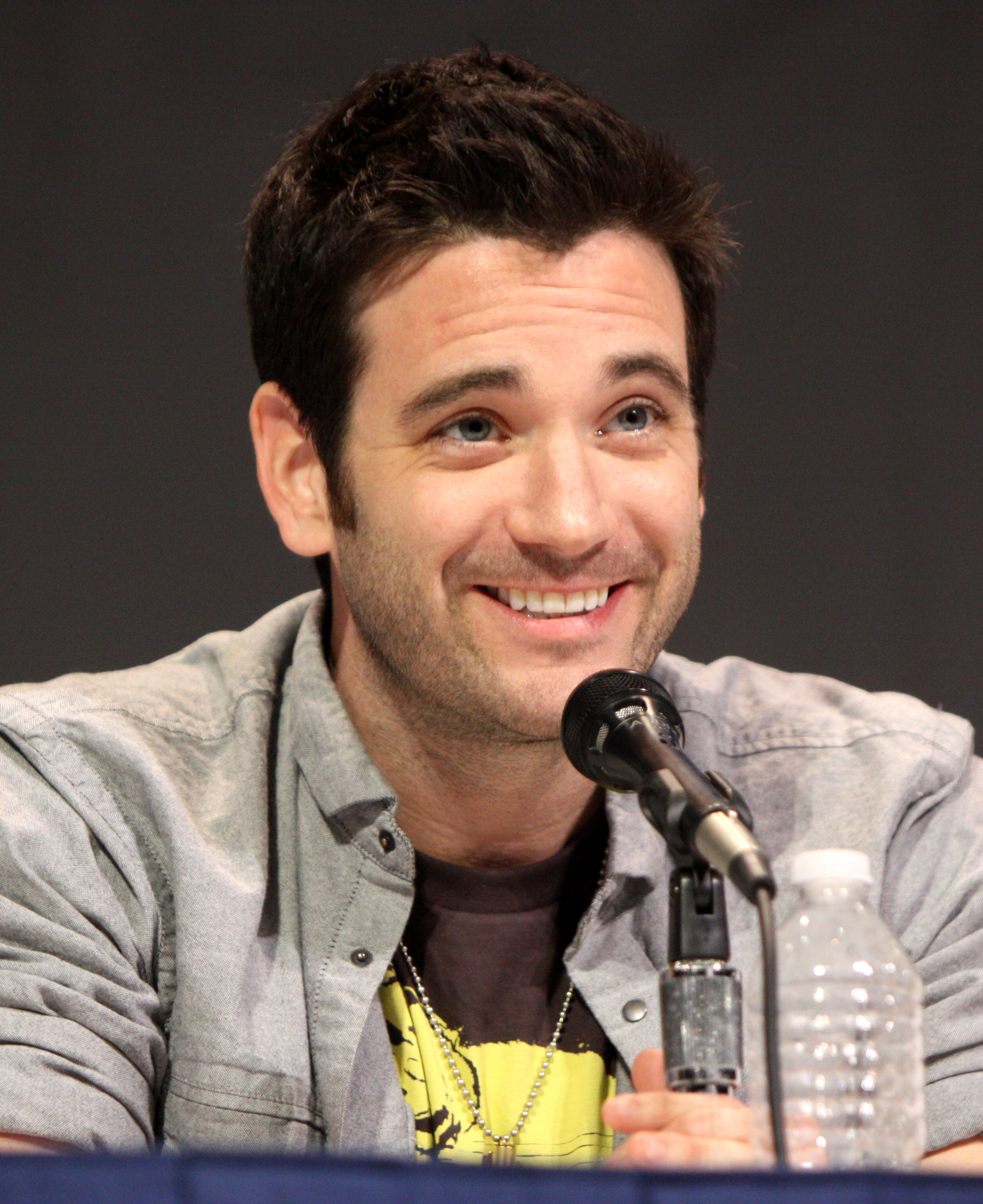
Colin Donnell interpreta Connor Rhodes
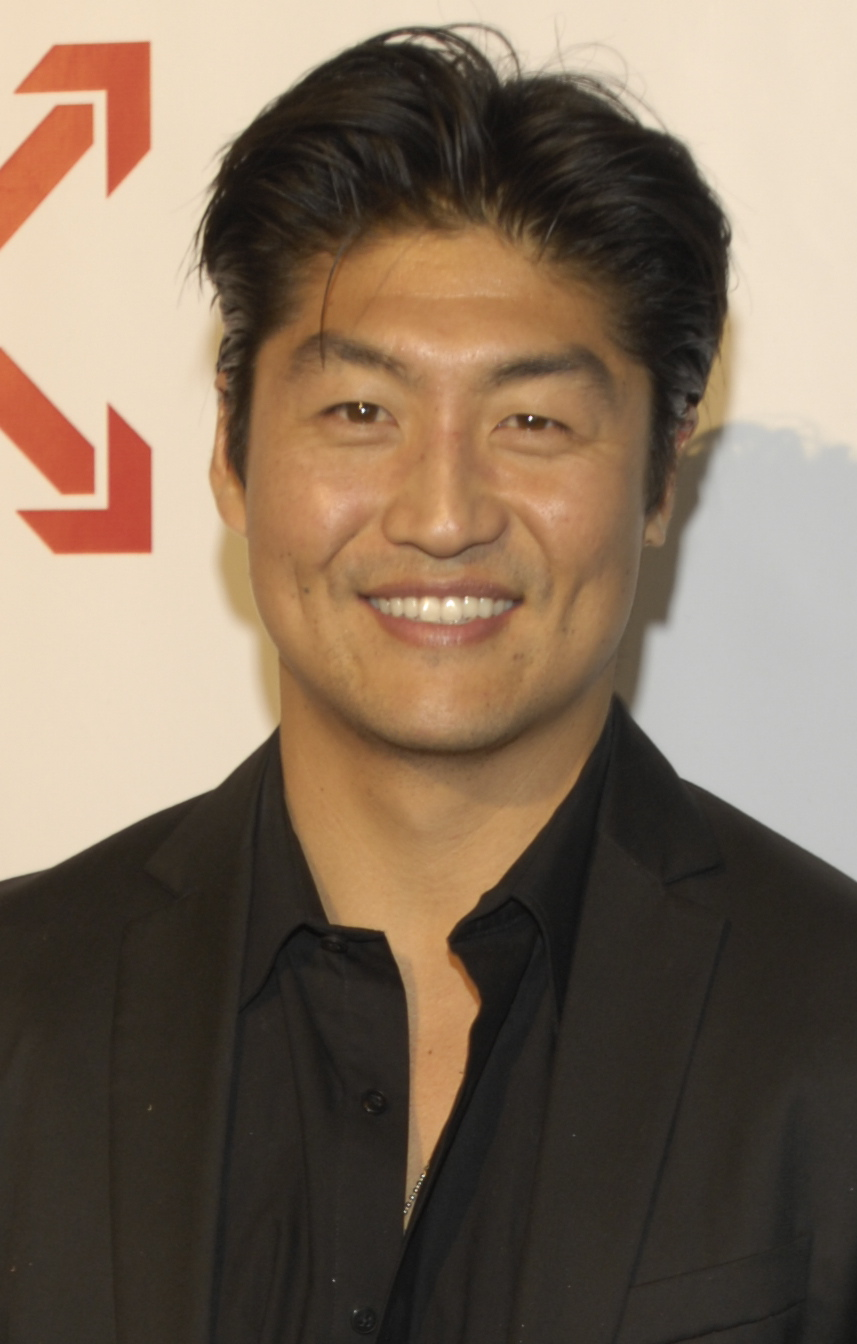
Brian Tee interpreta Ethan Choi
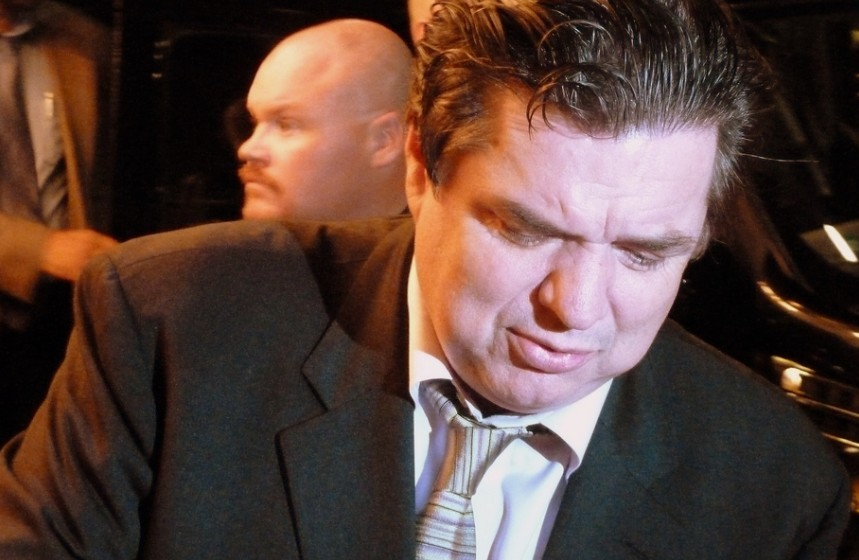
Oliver Platt interpreta Daniel Charles
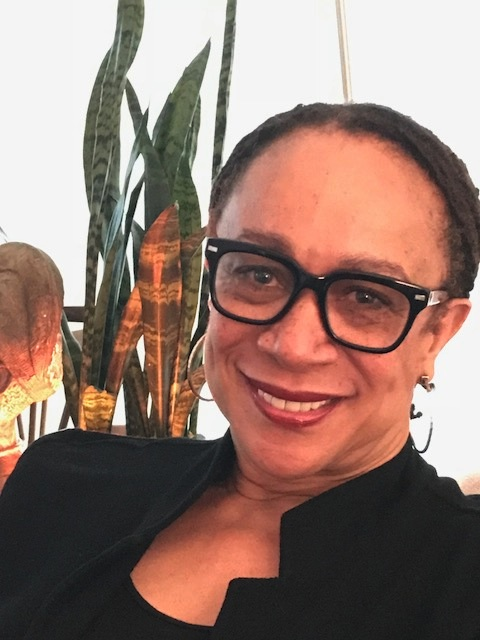
S. Epatha Merkerson interpreta Sharon Goodwin
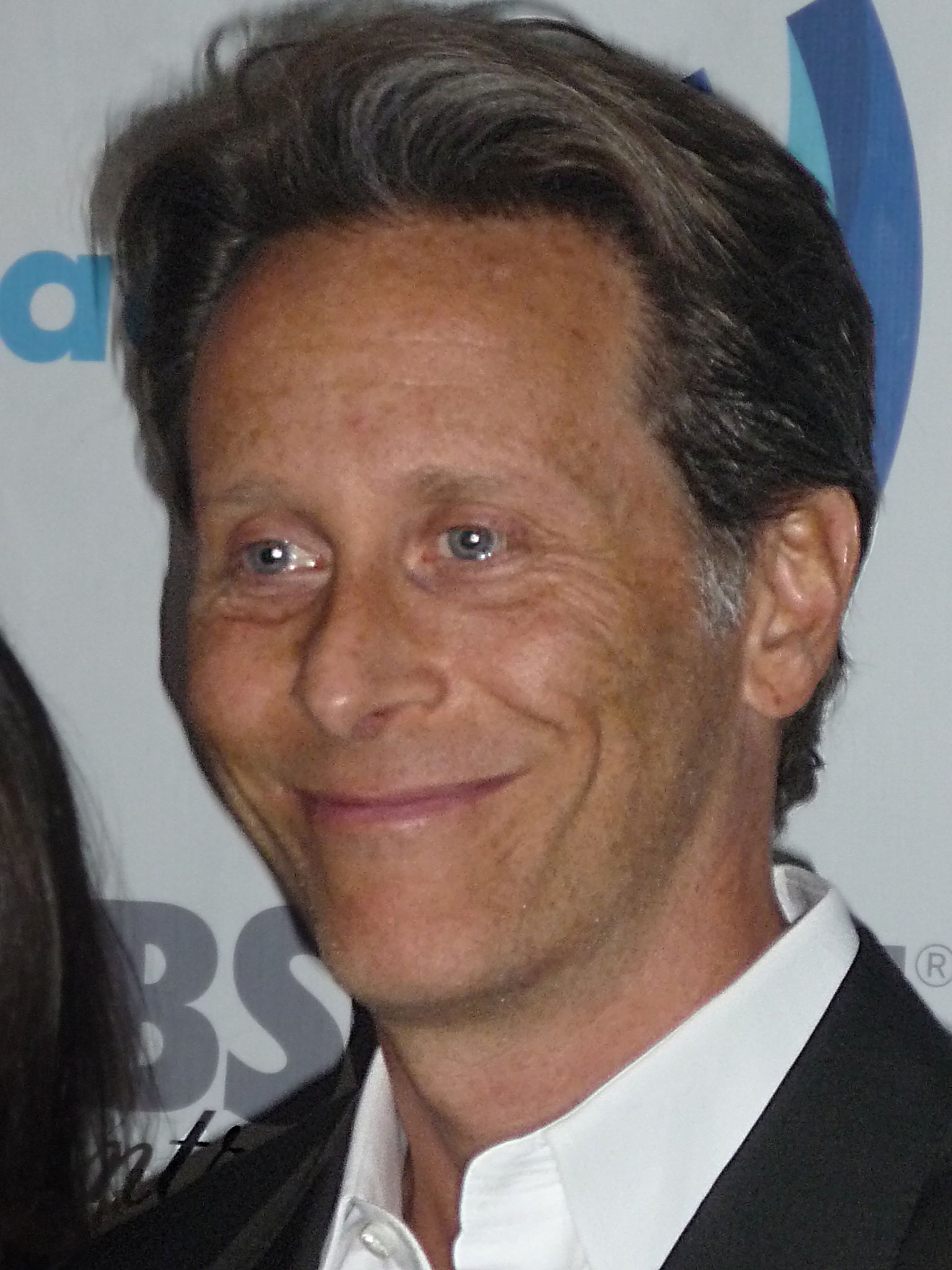
Steven Weber interpreta Dean Archer
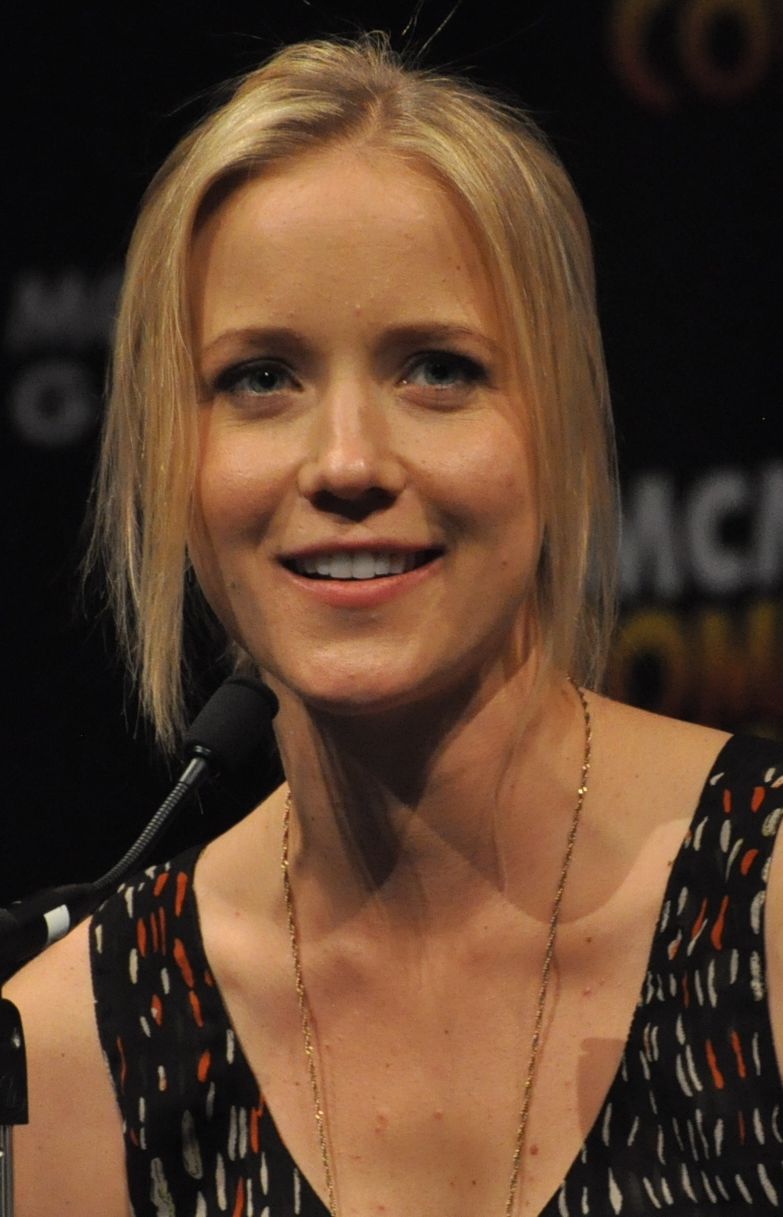
Jessy Schram interpreta Hannah Asher
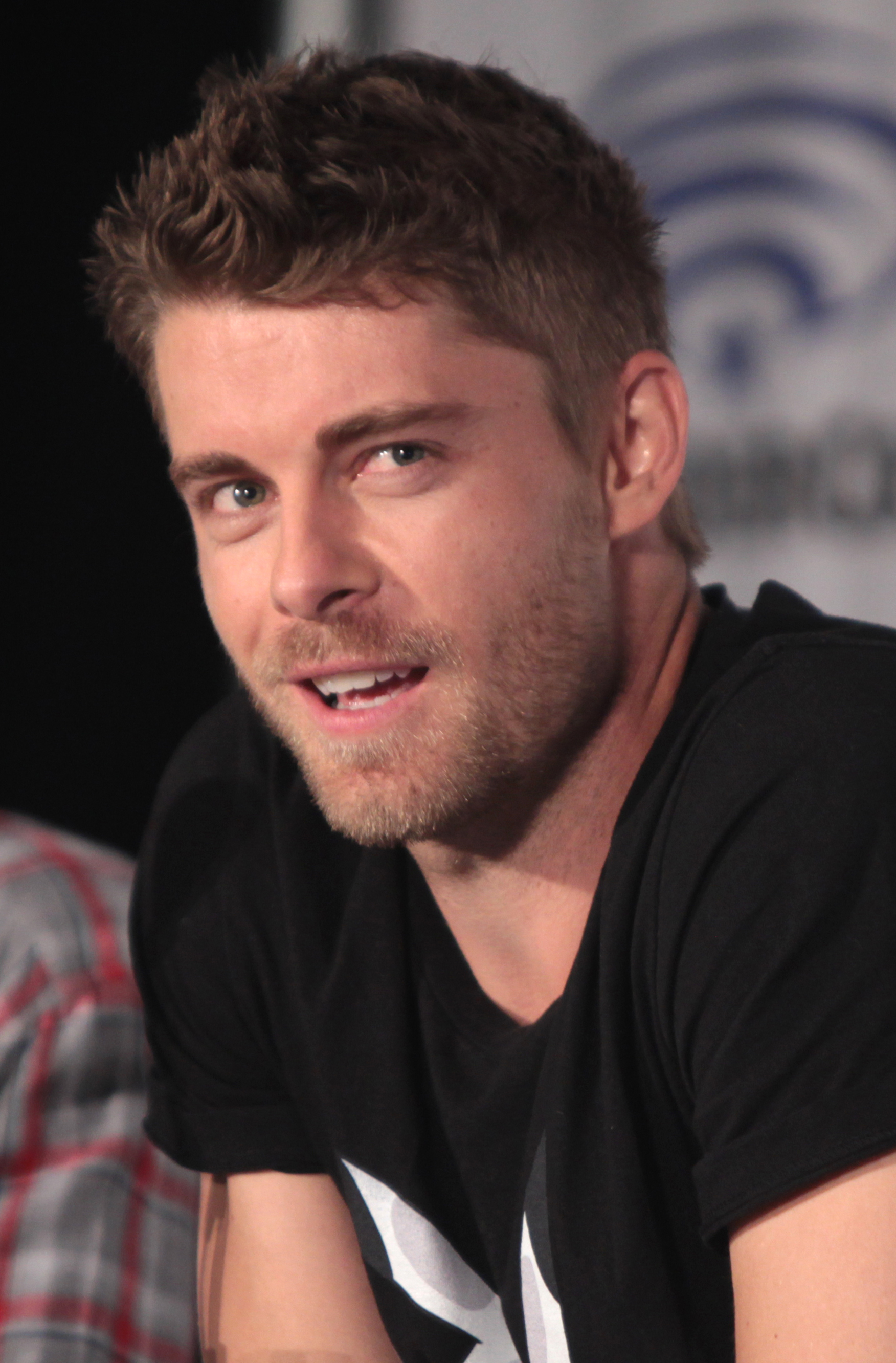
Luke Mitchell interpreta Mitchell Ripley

### Personaggi ricorrenti
- Samantha Zanetti (stagione 1), interpretata da Julie Berman, doppiata da Domitilla D'Amico.
È un chirurgo, la fidanzata con Connor Rhodes. Si trasferirà in un altro ospedale e si lasceranno.
- Sam Abrams (stagione 1-in corso), interpretato da Brennan Brown, doppiato da Roberto Pedicini.
È un neurochirurgo del Chicago Med. Nella nona stagione lui e la fidanzata scopriranno di aspettare un bambino
- Bert Goodwin (stagioni 2-in corso), interpretato da Gregory Alan Williams, doppiato da Dario Oppido.
È l'ex marito di Sharon. Cercherà di suicidarsi a causa della morte della nuova compagna, ma verrà salvato in tempo. Nella nona stagione scopre di essere affetto dal morbo di Alzheimer.
- Joey Thomas (stagione 1, guest stagioni 2-4), interpretato da Peter Mark Kendall, doppiato da Flavio Aquilone.
È un tecnico di laboratorio del Chicago Med che ha una relazione con Sarah Reese. Successivamente si lasceranno.
- David Downey (stagione 1) interpretato da Gregg Henry, doppiato da Luca Ward.
È un chirurgo cardiotoracico di fama internazionale. Farà da mentore a Connor. Muore alla fine della prima stagione per un cancro.
- Zoe Roth (stagione 1), interpretata da Susie Abromeit, lavora in un'azienda farmaceutica e collaborerà con Will per qualche intervento. Tra i due ci sarà un flirt.
- Vicky Glass (stagione 1, 4) interpretata da Chintya Addai-Robinson, doppiata da Eva Padoan.
È un medico ed ex militare, fidanzata con Ethan. Si lasceranno a causa della sua partenza per una missione.
- Jeff Clarke (stagione 2, guest stagione 1), interpretato da Jeff Hephner, doppiato da Alessio Cigliano.
È un ex-pompiere della caserma 51. A causa di un incidente non può essere più un vigile del fuoco, decide dunque di studiare medicina. Intraprenderà una relazione con Natalie, ma si lasceranno. Verrà trasferito a Honolulu.
- Noah Sexton (stagioni 1-6, guest stagione 8), interpretato da Roland Buck III, doppiato da Federico Viola.
È il fratello di April, studente di medicina. Si laureerà e diventerà un medico d'emergenza del Chicago Med. Verrà poi licenziato dal dottor Choi e lascerà il Med.
- Tate Jenkins (stagioni 1-2), interpretato da Deron J. Powell, doppiato da Daniele Raffaeli.
È un ex-giocatore di football dei Chicago Bears. Porta il figlio che ha ingoiato dei magneti al Chicago Med, dove conosce April. I due si fidanzeranno e lei rimarrà incinta, ma perderanno il bambino e si lasceranno.
- Jason Wheeler (stagione 2), interpretato da Juregn Hooper, è un giovane dottore del reparto emergenze in crisi con l'alcool, a causa del quale rischia di perdere il lavoro. Non sopportando la pressione del reparto in cui opera, si suiciderà.
- Nina Shore (stagione 2, guest stagioni 1-4), interpretata da Patti Murin, doppiata da Selvaggia Quattrini.
È una patologa del Chicago Med, fidanzata, nella seconda stagione, con Will. Si lasceranno a causa dell'amore di lui per Natalie.
- Isidore Latham (stagione 2-6), interpretato da Ato Essandoh, doppiato da Simone Mori.
È il primario di chirurgia cardio-toracico supervisore di Connor. Scopre di essere autistico, e si curerà aiutato dal dott. Charles, cercando di legare con Connor.
- Robin Charles (stagioni 2-3, guest stagioni 4-5), interpretata da Mekia Cox, doppiata da Emanuela Damasio.
È un'epidemiologa del Chicago Med, figlia di Daniel e fidanzata di Connor. Scopre di essere affetta da problemi di natura psichiatrica e viene curata nel reparto di psichiatria. Si scopre infine che i suoi problemi sono dovuti a un tumore. Parte per tornare dalla madre.
- Stanley Sthol (stagioni 2-3), interpretato da Eddie Jemison, doppiato da Luigi Ferraro.
È il primario del reparto di emergenze. È odiato da tutti.
- Doris Morgado (stagione 1-in corso), interpretata da Lorena Diaz, infermiera del Chicago Med.
- James Lanik (stagioni 3-7), interpretato da Nate Santana, doppiato da Gianfranco Miranda.
Assunto inizialmente come nuovo capo della chirurgia traumatologica, viene promosso come responsabile ad interim della medicina d'urgenza, per poi dimettersi e tornare a occupare il ruolo precedente per la troppa pressione dovuta alla pandemia di COVID-19. Ha spesso un rapporto contraddittorio con la maggior parte dei colleghi scontrandosi con loro.
- Phillip Davis (stagioni 4-5), interpretato da Ian Harding, un padre vedovo che si prende cura di sua figlia dopo che sua moglie è morta di aneurisma. Ha avuto una relazione con Natalie Manning.
- Elsa Curry (stagioni 4-5), interpretata da Molly Bernard, doppiata da Eleonora Reti.
È la tirocinante di medicina del terzo anno, all'apparenza dal carattere freddo e distaccato, ma in realtà emotivamente fragile. Prova interesse per il dr. Halstead, non venendo però ricambiata.
- Ben Campbell (stagione 5-in corso), interpretato da Charles Malik Whitfield, ex paziente oncologico che conosce Maggie durante delle sedute di chemioterapia. I due si innamorano e si sposano, ma nella nona stagione divorziano.
- Vanessa Taylor (stagioni 6-8), interpretata da Asjha Cooper, doppiata da Martina Tamburello.
È una giovane studentessa di medicina che ha attriti con Maggie perché è la sua madre biologica e lei non vuole che nessuno lo sappia. Lavorerà come tirocinante nel reparto emergenze e si riappacificherà con Maggie, volendo che quest'ultima faccia parte della sua vita. Lascerà il Med per lavorare come medico nelle Filippine per un'associazione di beneficenza.
- Pamela Blake (stagione 7, guest stagione 8), interpretata da Sarah Rafferty, doppiata da Francesca Fiorentini.
È il primario di chirurgia dei trapianti. Si è spesso scontrata con il dottor Marcel, ciononostante gli ha fatto da mentore e ha avuto una storia d'amore con quest'ultimo.
- Avery Quinn (stagione 7, guest stagione 8), interpretata da Johanna Braddy, doppiata da Valentina Favazza.
È un'avvocata specializzata in casi di negligenza medica nonchè figlia della dottoressa Pamela Blake.
- Grant Young (stagione 8, guest stagione 7), interpretato da Wayne T. Carr, doppiato da Fabrizio Vidale.
È una vecchia fiamma di Maggie nonchè padre biologico di Vanessa.
- Neille Cuevas (stagioni 8-in corso), interpretata da Lilah Richcreek Estrada, doppiata da Alessandra Bellini.
È un medico specializzato in psichiatria e una beneficiaria del DACA.
- Kai Tanaka-Reed (stagioni 8-in corso), interpretato da Devin Kawaoka, specializzando di chirurgia inizialmente arrogante e saccente, ma in seguito ad un'umiliazione cambierà modo di fare.
- Zach Hudgins (stagione 8-9,guest stagione 10), interpretato da Conor Perkins, doppiato da Gabriele Patriarca.
È uno specializzando di medicina di emergenza inizialmente insicuro di sé, ma che si rivelerà essere un bravo medico.
- Jack Dayton (stagione 8), interpretato da Sasha Roiz, doppiato da Francesco Bulckaen.
È un imprenditore, il fondatore della Dayton Corp e l'inventore dell'OR 2.0.
- Sean Archer (stagioni 8-9, guest stagione 10), interpretato da Luigi Sottile.
È il figlio tossicodipendente di Sean Archer.
- Loren Johnson (stagione 8-in corso), interpretato da Henderson Wade, doppiato da Andrea Mete.
È un pilota di elicotteri sanitari e chirurgo traumatologico, ha avuto una relazione con Maggie.
- Liliana Wapniarski (stagione 8-9, guest stagione 10), interpretata da Alet Taylor, doppiata da Monica Migliori.
È un membro del servizio di pulizie del Med, che inizierà una relazione con il dr. Charles.
- Pawel Wapniarski (stagione 8-9), interpretato da Kristof Konrad, fratello di Liliana, alcolizzato e truffatore. Intenterà una causa contro il dr. Ripley per negligenza.
- Dennis Washington (stagioni 9–10), interpretato da John Earl Jelks, doppiato da Luca Biagini.
È il primario di ematologia/oncologia al Gaffney.
- Zola Ahmad (stagione 9), interpretata da Sophia Ali, doppiata da Roisin Nicosia.
È la nuova specializzanda del reparto emergenze, dal carattere particolarmente impulsivo e impetuoso.
- Robert 'Sully' Sullivan (stagioni 9-10), interpretato da Daniel Dorr, doppiato da Flavio Aquilone.
È un paziente col cancro, un amico di Ripley sin dalla sua gioventù da delinquente.
- Jackie Nelson (stagione 10, guest stagione 9), interpretata da Natalie Zea, doppiata da Francesca Fiorentini.
È un'infermiera specializzata in ustioni con una storia di autolesionismo/taglio che viene trasferita al pronto soccorso.
- Naomi Howard (stagione 9-in corso), interpretata da Ashlei Sharpe Chestnut.
È una studentessa di medicina al terzo anno al pronto soccorso.
- Kip Lenox (stagione 10), interpretato da Logan Miller, doppiato da Tito Marteddu (ep. 10×08) e Alessio Puccio (ep. 10×16+).
È il più giovane e immaturo fratello della dottoressa Lenox.

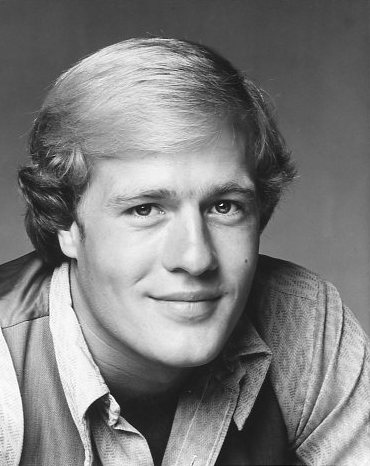
Gregg Henry interpreta David Downey

### Personaggi apparsi nei crossover
- Kelly Severide, interpretato da Taylor Kinney, proveniente da Chicago Fire. Tenente della Squad 3 della Caserma 51.
- Christopher Herrmann, interpretato da David Eigenberg, proveniente da Chicago Fire. Vigile del fuoco della Caserma 51, nonché uno dei gestori del Molly's, un bar frequentato dai personaggi di Chicago Fire, Chicago P.D. e Chicago Med.
- Sylvie Brett, interpretata da Kara Killmer, proveniente da Chicago Fire. Paramedico della Caserma 51.
- Jessica "Chili" Chilton, interpretata da Dora Madison, proveniente da Chicago Fire. Paramedico della Caserma 51.
- Joe Cruz, interpretato da Joe Minoso, proveniente da Chicago Fire. Vigile del fuoco della Caserma 51.
- Randy "Mouch" McHolland, interpretato da Christian Stolte, proveniente da Chicago Fire. Vigile del fuoco della Caserma 51.
- Gabriela Dawson, interpretata da Monica Raymund, proveniente da Chicago Fire. Vigile del fuoco e paramedico della Caserma 51.

## Produzione
L'episodio pilota è stato ordinato dalla NBC nel maggio 2015 e alla regia sono stati chiamati Andrew Schneider e Diane Frolov.
L'11 dicembre 2015 l'emittente NBC ordina ulteriori cinque episodi, portando il numero totale degli episodi per la prima stagione a 18. Il 1º febbraio 2016, NBC ha rinnovato la serie per una seconda stagione che va in onda negli Stati Uniti dal 22 settembre 2016. In seguito, la serie riceve il via libera per la produzione di una terza stagione, composta da 20 episodi, che va in onda dal 21 novembre 2017. Il 12 maggio 2018 Il network NBC ha rinnovato la serie per una quarta stagione e a seguire la quinta il 27 febbraio 2019.
Il 27 febbraio 2020, la NBC ha rinnovato la serie per la sesta, la settima e l'ottava stagione, però il 13 marzo 2020 le riprese vengono sospese per la pandemia di COVID-19, riducendo gli episodi della quinta stagione da 23 a 20 episodi. Il 10 aprile 2023, la NBC ha rinnovato la serie per una nona stagione.

### Cast
Il 29 maggio 2015 Colin Donnell, reduce dalla serie televisiva Arrow, è stato scelto come ultimo medico dell'ospedale, nel ruolo del dottor Connor Rhodes. Nel luglio 2015 Brian Tee si è unito al cast nel ruolo del dottor Ethan Choi, esperto nella prevenzione delle malattie infettive e un ufficiale medico della Marina Reserve. Il 13 agosto 2015 Torrey DeVitto, reduce dalla serie televisiva Pretty Little Liars, è stata scelta nel ruolo della dottoressa Natalie Manning. Il 14 agosto 2015 Rachel DiPillo è stata scelta come studentessa di medicina al quarto anno Sarah Reese. Anche S. Epatha Merkerson, storica interprete del tenente Anita Van Buren della serie Law & Order - I due volti della giustizia è stata scelta per interpretare la direttrice sanitaria Sharon Goodwin.